# Montagne de Sulens
La montagne de Sulens est une montagne de France située en Haute-Savoie, dans la chaîne des Aravis.

## Géographie
Culminant à 1 839 mètres d'altitude, elle se présente sous la forme d'une crête allongé sur près de trois kilomètres de longueur dans le sens nord-sud entre la partie méridionale de la chaîne des Aravis à l'est et la Tournette à l'ouest. Elle est délimitée par la vallée de Manigod au nord qui la sépare du plateau de Beauregard, du col du Marais à l'ouest qui le sépare de la Tournette, de la vallée de la Chaise au sud et au sud-est qui la sépare du col de l'Épine et du mont Charvin et du Plan des Mouilles à l'est qui le sépare de la Riondaz.

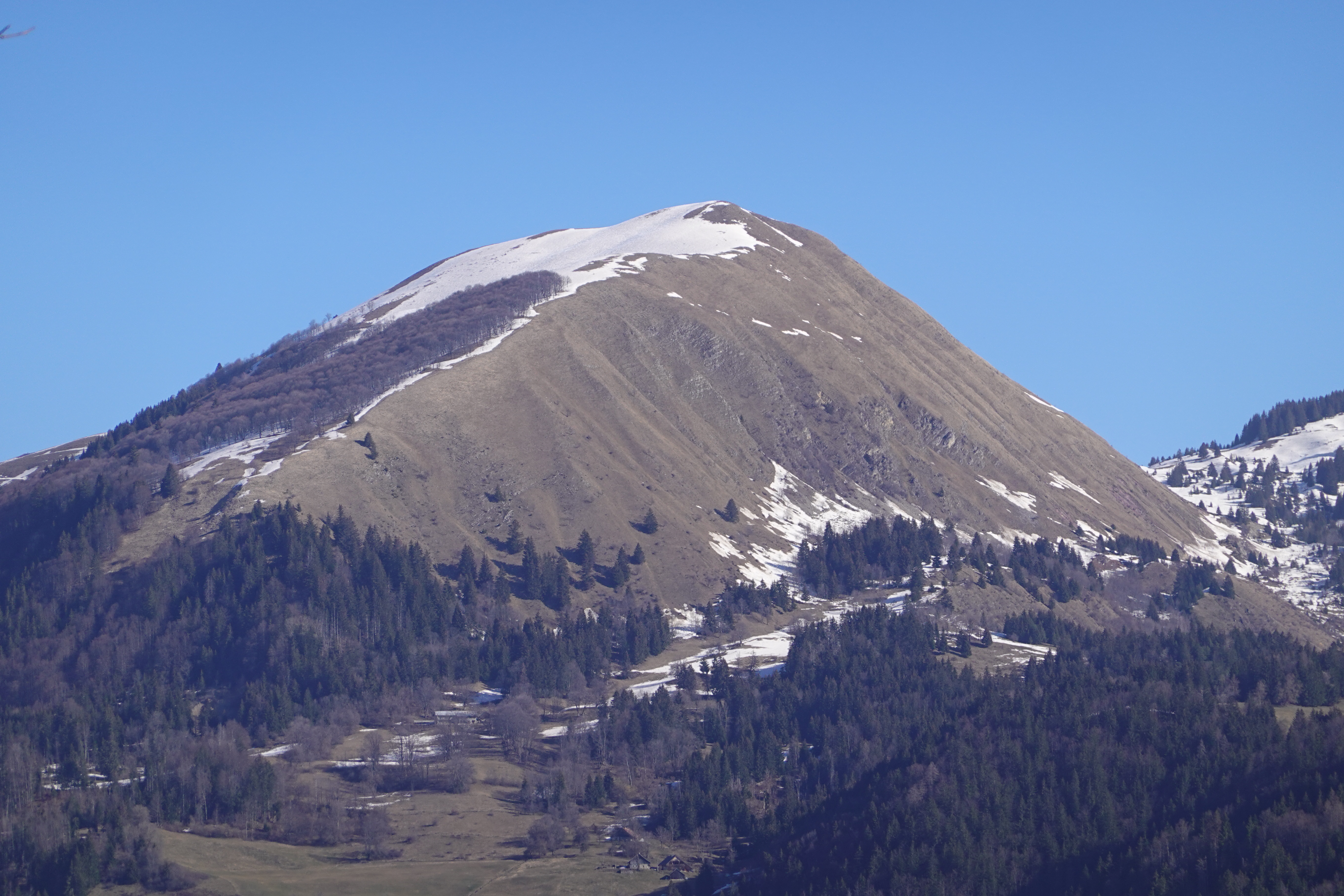
Vue de la montagne de Sulens depuis le sud.